# Reprezentacja Wysp Cooka w piłce ręcznej mężczyzn
Reprezentacja Wysp Cooka w piłce ręcznej mężczyzn – reprezentacja piłkarzy ręcznych Wysp Cooka. Występuje w rozgrywkach na szczeblu międzynarodowym na równi z narodowymi reprezentacjami innych państw.

## Występy wPucharze Narodów Oceanii
- 2004 – 5. miejsce
- 2006 – 4. miejsce
- 2008 – 3. miejsce
- 2010 – 3. miejsce
- 2012 – Nie brały udziału

## Inne osiągnięcia
Reprezentacja Wysp Cooka została dwukrotnie uhonorowana nagrodą fair play na Pucharze Narodów Oceanii 2006 i 2008 (Trofeum Jessiego Titaa'y).